# Moisés “El Cholo” Esquivel
Moisés Ivan Esquivel (Tijuana, Baja California, México) conocido como El Cholo Esquivel es un beisbolista profesional que se desempeña como jardinero en la Liga Mexicana de Béisbol. Jugó con los desaparecidos Ostioneros de Guaymas con los que ganó el título en 2009.

## Títulos
- Ostioneros de Guaymas (campeón, 2009)